# Lewis Holtby
Lewis Harry Holtby, född 18 september 1990 i Erkelenz, är en tysk fotbollsspelare som spelar som mittfältare. Holtby har tysk mor och brittisk far.

## Karriär

### Tidig karriär
Holtby började spela fotboll vid en ålder av fyra med Sparta Gerderath. När han var elva år gammal flyttade han till Borussia Mönchengladbach. Mönchengladbach släppte så småningom spelaren med anledning av för vad de såg som fysiska brister, att Holtby var för liten och inte tillräckligt snabb. Efter att ha lämnat Borussia Mönchengladbach gick Holtby till TSV Alemannia Aachen.

### Aachen
Holtby flyttades upp till Alemannia Aachens A-lag genom Jörg Schmadtke. Han gjorde sitt första framträdande under säsongen 2007–2008, då han byttes in i den 80:e minuten i en oavgjord 2-2-match mot FC St Pauli. För resten av säsongen gjorde han endast ett ytterligare framträdande, en 1-3-förlust mot TuS Koblenz.
Han gjorde sitt första mål för klubben den 5 december 2008 mot 1860 München.

### Schalke
Holtby lämnade Alemannia Aachen efter fem år och skrev på ett fyraårigt avtal med Schalke 04, fram till den 30 juni 2013. I januari 2010 blev han utlånad till VfL Bochum för att få mer speltid. I maj 2010 återvände Holtby till Schalke 04 för att sedan i slutet av månaden lånas ut till FSV Mainz 05 för säsongen 2010-11.
I mars 2011 meddelade Schalkes tränare Horst Heldt att Holtby skulle återvända till klubben i slutet av juni. I augusti gjorde Holtby sitt första mål för Schalke i en 5-1-seger över 1. FC Köln.
Schalke meddelade att Holtby inte skulle förlänga sitt kontrakt som skulle löpa ut i slutet av säsongen 2012–2013. Under januari månads transferfönster meddelade Tottenham Hotspur att Holtby skulle gå till den engelska Premier League-klubben i juli 2013. I Holtbys första matchen efter tillkännagivandet den 18 januari gjorde han det matchvinnande målet för Schalke i 5-4-vinsten över Hannover 96.

### Tottenham Hotspur
Den 28 januari 2013 tecknade Holtby ett 4,5-årskontrakt med Tottenham Hotspur, trots att tidigare ha tecknat ett avtal om att flytta till klubben under sommaren. Övergångssumman till Schalke 04 tros ligga på 1,75 miljoner euro. Han fick tröja nummer 23, vilken han tog över efter Carlo Cudicini som nyligen hade lämnat klubben. Dock fick Holtby använda nummer 14 i UEFA Europa League på grund av att nummer 23 redan registrerats i Cudicinis namn tidigare i tävlingen.
Holtby debuterade den 30 januari då han byttes in i den 71:a minuten för att ersätta Clint Dempsey i en 1-1-match mot Norwich City på Carrow Road. Den 9 februari gjorde han sin hemmadebut på White Hart Lane i en 2-1-vinst mot Newcastle United.
Holtby fick nummer 23 efter Carlo Cudicini som nyligen lämnat klubben, men blev tvungen att bära nummer 14 i UEFA Europa League på grund av att nummer 23 redan registrerats i Cudicinis namn. Under Tottenhams försäsong inför Premier League 2013/2014 meddelades det att Holtby hade blivit tilldelad nummer 14 permanent.
Den 29 augusti 2013 Holtby gjorde sitt första mål för Tottenham i en 3-0-seger över Dinamo Tbilisi i playoff-rundan i Europa League. Den 4 december 2013 gjorde Holtby sitt första Premier League-mål för Spurs i en 2-1-vinst mot Fulham på Craven Cottage.

#### Utlåning till Fulham
Den 31 januari 2014 anslöt Holtby till Fulham på ett lån resten av säsongen 2013–2014. Han debuterade följande dag, i en 3-0–förlust hemma mot Southampton.

#### Utlåning till Hamburg
Den 1 september 2014 gjorde "Spurs" klart med Hamburg om att låna ut Holtby till den tyska klubben. 

### Blackburn Rovers
Den 19 september 2019 värvades Holtby av Blackburn Rovers. Efter säsongen 2020/2021 lämnade han klubben.